# Zoran Rant
Zoran Rant (ur. 14 września 1904 w Lublanie, zm. 12 lutego 1972 w Monachium) – słoweński inżynier, naukowiec i profesor, członek Słoweńskiej Akademii Nauki i Sztuki. W 1955 roku wprowadził termin egzergia.